# 스벤융아시

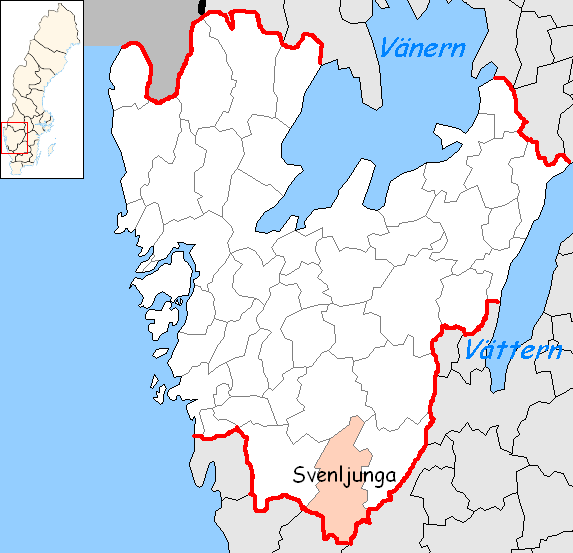
스벤융아 시의 위치

스벤융아시(스웨덴어: Svenljunga kommun)는 스웨덴 베스트라예탈란드주에 위치한 지방 자치체로 행정 중심지는 스벤융아이며 면적은 987.15km2, 인구는 10,679명(2016년 12월 31일 기준), 인구 밀도는 11명/km2이다.

시 문장